# ラマト
ラマトは、マヤ文明で使われていたツォルキン（暦）の第8番目の日でキチェ語でQ'anil。種、食物、播種、発芽、命、愛の創造の象徴。
- 関連色：灰色、白、緑
- 解釈：土地の再生、トウモロコシの成長のような生死の繰り返しのシンボル。生気、豊穣を意味する。この日は植物と種をもつ生き物すべてに関係している。自然、植物、生物、とりわけトウモロコシの4色を与えてくれた「天の心（Corazón del Cielo）」と「地の心（Corazón de la Tierra）」に感謝をする日。ラマトは出産と妊娠した女性の日。人類と動植物の豊穣のエネルギーである。
- 長所：幸運、働き者、責任感、忍耐、直観的、情緒的、調和、助言者、管理者
- 短所：病弱、意思疎通の困難や活力減を伴った衰弱を患う
- 健康：常に欠食の問題があり、よく病気にかかる。
- 祭事：ラマトの祭事では、母なる自然がもたらしたもの、つまり植物、生命、雨、食物などすべてに感謝をする。播種と収穫に感謝をし、子孫繁栄を願う。貧困の原因を克服するために祈る。また、何か失くしたものを奪回、再開するのに適した日である。8ラマトの日には播種や収穫がうまくいくように、動物が作物を荒らさないように願う。そして気の弱さがなくなるように祈る。12ラマトは創造主に捧げ物をし、幸福な生活を心から祈るのに適した日。